# Dragon Gate Open the Dream Gate Championship
El Dragon Gate Open the Dream Gate Championship (Campeonato Abre tu Sueño de Dragon Gate, en español) es un campeonato de lucha libre profesional creado y utilizado por la compañía japonesa Dragon Gate. El cetro fue presentado el 4 de julio de 2004, siendo Cima, el primer campeón.
La cara del cinturón de título tiene una "puerta" que contiene una placa con el nombre de los titulares. Cualquier retador oficial para el cinturón lleva una llave que se usa para abrir la puerta, y si ganan el título, pueden abrir la puerta y poner su nombre dentro. Sin embargo, si el título se defiende con éxito, entonces la clave se agrega al cinturón como un símbolo de esa defensa exitosa.

## Campeones

### Campeón actual
El actual campeón es Yamato, quien se encuentra en su sexto reinado como campeón. Yamato ganó el título tras derrotar al excampeón Ben-K el 21 de julio de 2024 en Kobe Puroresu Festival 2024.
Ben-K todavía no registra hasta el 29 de junio de 2025 defensas televisadas:

### Lista de campeones
|    | Luchador             | N.º | Fecha                    | Días | Show o evento                                          | Notas y referencias                               |
| -- | -------------------- | --- | ------------------------ | ---- | ------------------------------------------------------ | ------------------------------------------------- |
| 1  | Cima                 | 1   | 4 de julio de 2004       | 165  | Live event                                             | Otorgado por Dragon Gate.                         |
| 2  | Masaaki Mochizuki    | 1   | 16 de diciembre de 2004  | 323  | Gate of Legend                                         |                                                   |
| 3  | Magnitude Kishiwada  | 1   | 4 de noviembre de 2005   | 112  | Crown Gate 2005: Osaka Special                         |                                                   |
| 4  | Ryo Saito            | 1   | 24 de febrero de 2006    | 58   | Truth Gate                                             |                                                   |
| 5  | Susumu Yokosuka      | 1   | 23 de abril de 2006      | 214  | Glorious Gate 2006                                     |                                                   |
| 6  | Don Fuji             | 1   | 23 de noviembre de 2006  | 122  | Crown Gate 2006: Osaka Special                         |                                                   |
| 7  | Jushin Thunder Liger | 1   | 25 de marzo de 2007      | 98   | Memorial Gate 2007                                     |                                                   |
| 8  | Cima                 | 2   | 1 de julio de 2007       | 364  | Kobe Puroresu Festival 2007                            |                                                   |
| —  | Vacante              | —   | 29 de junio de 2008      | —    | —                                                      | Debido a que Cima sufrió una lesión en el cuello. |
| 9  | Shingo Takagi        | 1   | 27 de julio de 2008      | 154  | Kobe Puroresu Festival 2008                            | Derrotó a BxB Hulk.                               |
| 10 | Naruki Doi           | 1   | 28 de diciembre de 2008  | 449  | Final Gate 2008                                        |                                                   |
| 11 | Yamato               | 1   | 22 de marzo de 2010      | 111  | Compilation Gate 2010                                  |                                                   |
| 12 | Masato Yoshino       | 1   | 11 de julio de 2010      | 277  | Kobe Puroresu Festival 2010                            |                                                   |
| 13 | Masaaki Mochizuki    | 2   | 14 de abril de 2011      | 255  | Champion Gate 2011                                     |                                                   |
| 14 | Cima                 | 3   | 25 de noviembre de 2011  | 574  | Final Gate 2011                                        |                                                   |
| 15 | Shingo Takagi        | 2   | 21 de julio de 2013      | 33   | Kobe Puroresu Festival 2013                            |                                                   |
| 16 | Yamato               | 2   | 23 de agosto de 2013     | 48   | The Gate of Generation                                 |                                                   |
| 17 | Masato Yoshino       | 2   | 10 de octubre de 2013    | 143  | The Gate of Victory                                    |                                                   |
| 18 | Ricochet             | 1   | 2 de marzo de 2014       | 64   | Champion Gate in Osaka                                 |                                                   |
| 19 | Yamato               | 3   | 5 de mayo de 2014        | 76   | Dead or Alive 2014                                     |                                                   |
| 20 | BxB Hulk             | 1   | 20 de julio de 2014      | 329  | Kobe Puroresu Festival 2014                            |                                                   |
| 21 | Masato Yoshino       | 3   | 14 de junio de 2015      | 63   | Champion Gate 2015 in Hakata                           |                                                   |
| 22 | Shingo Takagi        | 3   | 16 de agosto de 2015     | 182  | Dangerous Gate 2015                                    |                                                   |
| 23 | Jimmy Susumu         | 2   | 14 de febrero de 2016    | 21   | Truth Gate 2016                                        | Antes conocido como Susumu Yokosuka.              |
| 24 | Shingo Takagi        | 4   | 6 de marzo de 2016       | 140  | Champion Gate 2016 in Osaka                            |                                                   |
| 25 | Yamato               | 4   | 24 de julio de 2016      | 421  | Kobe Puroresu Festival 2016                            |                                                   |
| 26 | Masaaki Mochizuki    | 3   | 18 de septiembre de 2017 | 265  | Dangerous Gate 2017                                    |                                                   |
| 27 | Masato Yoshino       | 4   | 10 de junio de 2018      | 177  | King of Gate 2018                                      |                                                   |
| 28 | Pac                  | 1   | 4 de diciembre de 2018   | 229  | Fantastic Gate 2018                                    |                                                   |
| 29 | Ben-K                | 1   | 21 de julio de 2019      | 147  | Kobe Puroresu Festival 2019                            |                                                   |
| 30 | Naruki Doi           | 2   | 15 de diciembre de 2019  | 231  | Final Gate 2019                                        |                                                   |
| 31 | Eita                 | 1   | 2 de agosto de 2020      | 105  | Memorial Gate in Wakayama 2020                         |                                                   |
| 32 | Shun Skywalker       | 1   | 15 de noviembre de 2020  | 259  | Kobe Puroresu Festival 2020                            |                                                   |
| 33 | Yamato               | 5   | 1 de agosto de 2021      | 147  | Speed Star Final 2021                                  |                                                   |
| 34 | Kai                  | 1   | 26 de diciembre de 2021  | 216  | Final Gate 2021                                        |                                                   |
| 35 | Yuki Yoshioka        | 1   | 30 de julio de 2022      | 166  | Kobe World 2022 - Último Dragon Debut 35th Anniversary |                                                   |
| 36 | Shun Skywalker       | 2   | 12 de enero de 2023      | 133  | Open the New Year Gate 2023                            |                                                   |
| 37 | Madoka Kikuta        | 1   | 5 de mayo de 2023        | 233  | Dead or Alive 2023                                     |                                                   |
| 38 | Luis Mante           | 1   | 24 de diciembre de 2023  | 163  | Final Gate 2023                                        | Derrotó a Madoka Kikuta y a Shun Skywalker.       |
| 39 | Ben-K                | 2   | 4 de junio de 2024       | 47   | Rainbow Gate 2024                                      |                                                   |
| 40 | Yamato               | 6   | 21 de julio de 2024      | 343+ | Kobe Pro-Wrestling Festival 2024                       |                                                   |

### Total de días con el título

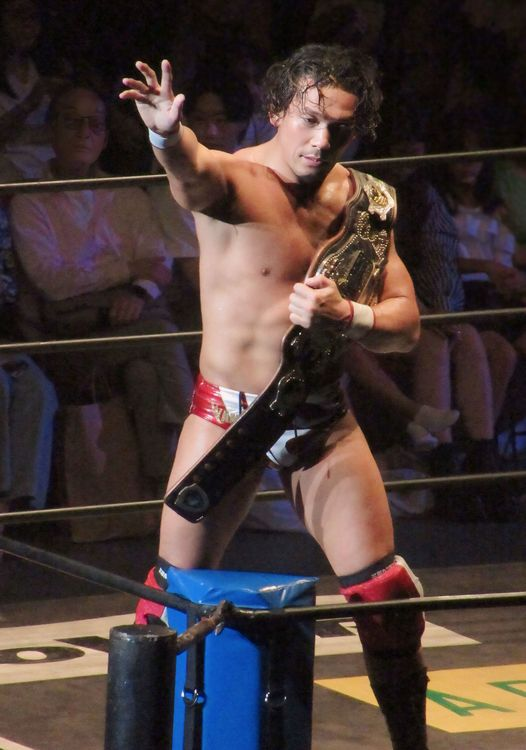
Yamato, quien ha ostentando el título 6 veces (siendo un récord), posee el segundo lugar de días acumulativos con días.

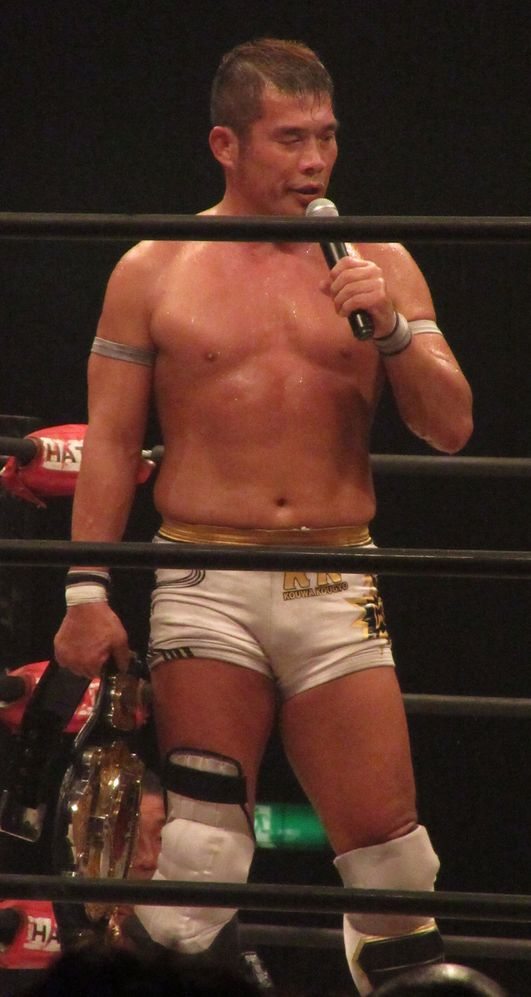
Masaaki Mochizuki posee el tercer lugar de días acumulativos con 840 días en 3 reinados.

La siguiente lista muestra el total de días que un luchador ha poseído el campeonato si se suman todos los reinados que posee. Actualizado a la fecha del 29 de junio de 2025.
| + | Indica el campeón actual |

| N.º | Campeón                      | Reinados | Total de días |
| --- | ---------------------------- | -------- | ------------- |
| 1   | Cima                         | 3        | 1113          |
| 2   | YAMATO                       | 6        | 1146+         |
| 3   | Masaaki Mochizuki            | 3        | 840           |
| 4   | Naruki Doi                   | 2        | 681           |
| 5   | Masato Yoshino               | 4        | 660           |
| 6   | Shingo Takagi                | 4        | 509           |
| 7   | Shun Skywalker               | 2        | 372           |
| 8   | BxB Hulk                     | 1        | 329           |
| 9   | Susumu Yokosuka/Jimmy Susumu | 2        | 235           |
| 10  | Madoka Kikuta                | 1        | 233           |
| 11  | Pac                          | 1        | 229           |
| 12  | Kai                          | 1        | 216           |
| 13  | Ben-K                        | 2        | 194           |
| 14  | Yuki Yoshioka                | 1        | 166           |
| 15  | Luis Mante                   | 1        | 163           |
| 16  | Don Fuji                     | 1        | 122           |
| 17  | Magnitude Kishiwada          | 1        | 112           |
| 18  | Eita                         | 1        | 105           |
| 19  | Jushin Thunder Liger         | 1        | 98            |
| 20  | Ricochet                     | 1        | 64            |
| 21  | Ryo Saito                    | 1        | 58            |

### Mayor cantidad de reinados
| Reinados | Luchador (es)                                                   |
| -------- | --------------------------------------------------------------- |
| 6 veces  | YAMATO                                                          |
| 4 veces  | Shingo Takagi, Masato Yoshino                                   |
| 3 veces  | Cima, Masaaki Mochizuki                                         |
| 2 veces  | Susumu Yokosuka/Jimmy Susumu, Naruki Doi, Shun Skywalker, Ben-K |